# Beterverwagting
Beterverwagting (también Betterverwagting o Beterverwachting) es una localidad de Guyana en la región Demerara-Mahaica.
Se encuentra a una distancia de 10 km al este de la capital, Georgetown.

## Demografía
Según censo de población 2002 contaba con 2594 habitantes. La estimación 2010 refiere a 2725 habitantes.
Ocupación de la población
| Dato      | Funcionarios | Profesionales y técnicos | Clero | Comercio y Servicios | Act. agrícolas | Act. industriales | Ocup. elementales | S/D | Total |
| --------- | ------------ | ------------------------ | ----- | -------------------- | -------------- | ----------------- | ----------------- | --- | ----- |
| Población | 23           | 156                      | 79    | 330                  | 10             | 75                | 237               | 773 | 1689  |